# Circus Maximus

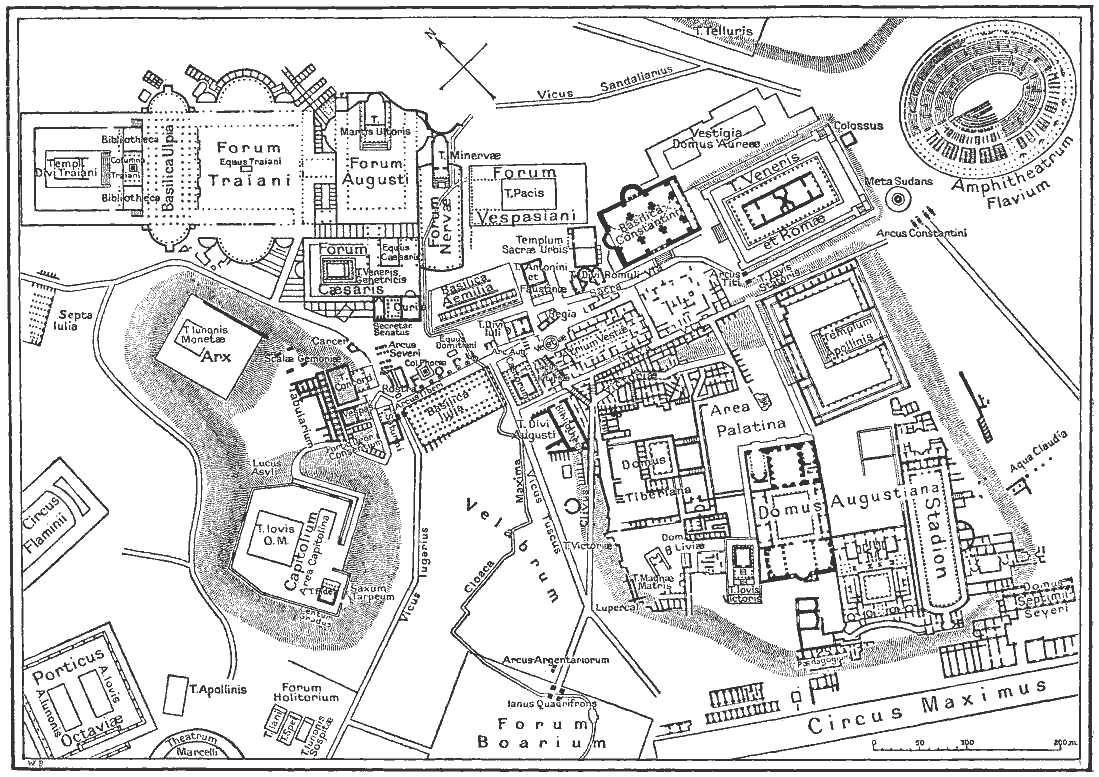
Mapa centra Říma během císařství, Circus Maximus je v pravém dolním rohu

Circus Maximus (italsky Circo Massimo, do češtiny někdy překládáno jako Velký cirk) je římské antické sportoviště (cirkus) nacházející se v Římě mezi pahorky Palatinem a Aventinem. Se svými rozměry 621 m na délku a 118 m na šířku byl Circus Maximus největším antickým cirkem a dokázal pojmout více než 150 000 diváků. V současné době se na místě cirku nachází veřejný park.

## Historie stavby
Cirk leží v údolí, kde se konaly závody a festivaly již za etruských králů (první hry Ludi Romani se zde určitě konaly již za Tarquinia Prisca, prvního etruského krále Říma – tedy v 5. století př. n. l.).
Stavba byla dlouhou dobu jen dřevěná. Roku 329 př. n. l. byla vyrobena startovní brána („carcere“) z pomalovaného dřeva a centrální pahorek („spina“), kolem kterého se odehrával závod a který fungoval i jako kanalizace vodního toku v údolí. Roku 196 př. n. l. nechal Stertinius postavit v centru jižní zatáčky triumfální oblouk a v roce 174 př. n. l. byla „carcere“ za censorů Quinta Fulvia Flacca a Aula Postumia Albina postavena z cihel.
Původně ještě vcelku obyčejné závodiště nechal rozšířit Julius Caesar; vyšel tak vstříc obyčejnému lidu, mezi nímž se hry stávaly stále oblíbenější zábavou. Nyní cirk měřil cca 600 × 80 m a mohl pojmout asi 250 000 lidí. Mnoho dalších diváků se dívalo ze sousedících pahorků.
Za Augusta měl Circus Maximus spodní místa k sezení zděná, zbývající tribuny byly dřevěné. Na straně přilehlé k Palatinu byl postaven „pulvinar“ – posvátná tribuna, která byla věnována bohům her. Roku 10 př. n. l nechal Augustus na spině vztyčit egyptský obelisk vysoký 23,7 m. Po požáru roku 30 n. l. nechal Claudius vybudoval „carcere“ z mramoru a „metae“ (kónická zakončení spiny) potáhnout pozlaceným bronzem. Během požáru roku 64 n. l. byl cirkus znovu zničen. Nero jej znovu vybudoval a ještě přidal místa k sezení.
Nejdůležitější událostí v Circu Maximu bývaly závody vozatajů. Závodů se mohlo zúčastnit dvanáct vozů a jezdívalo se sedmkrát kolem cirku. Strany byly podélně rozděleny tzv. spinou, jež byla lehce zešikmena. Na ní byly umístěny sochy nejrůznějších božstev, za Constantina II. byl přidán ještě jeden pahorek, který měřil 32,5 m a také dvě svatyně: v jedné z nich bylo umístěno 7 velkých vajec a ve druhé 7 delfínů. Na konci každého ze sedmi kol závodu byly jedno vejce a delfín přeneseni, aby všichni měli přehled o skóre. Celková trasa měla kolem 6,5 km. Také císař Nero toužil zvládnout řízení vozu.
Kromě těchto závodů se cirk mohl i napustit vodou a následně se zde prováděly rekonstrukce námořních bitev (naumachie). Obecně lze říct, že Circus Maximus se hodil pro jakoukoli akci, ať již sportovního či kulturního rázu, na kterou přišlo velké množství diváků.
Císařova lóže byla umístěna na dobře viditelném místě a také senátoři a jezdci (equites) měli svá místa zajištěná.
Circus Maximus dvakrát vyhořel a minimálně dvakrát se některá jeho část zřítila, ale i přes nepříznivé historické události se zde poslední závod konal ještě roku 549 n. l. a dodnes se zde občas konají nejrůznější sportovní i kulturní akce.